# Juan de Peñalosa

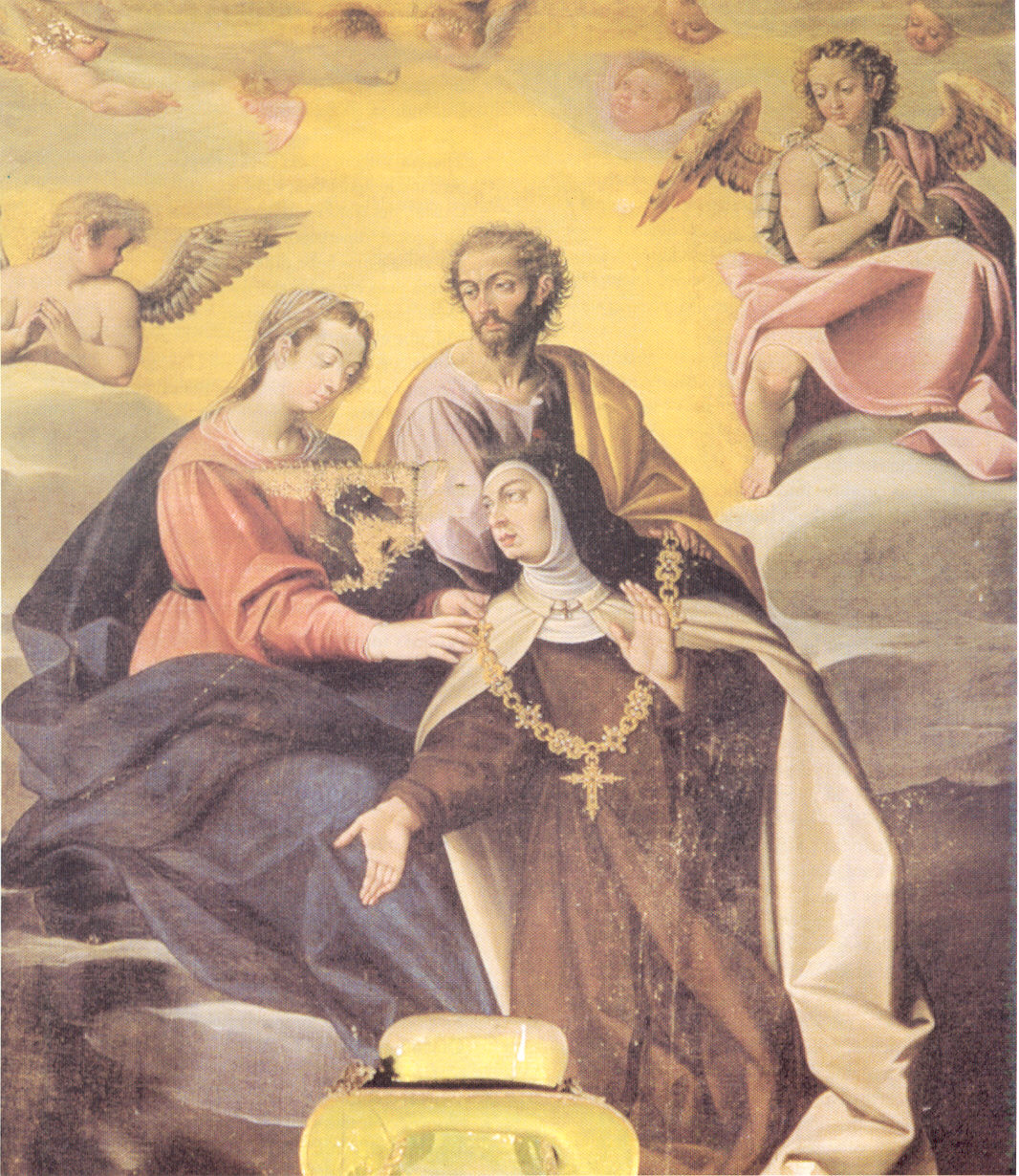
Visión de Santa Teresa, hacia 1622, Catedral de Astorga.

Juan de Peñalosa y Sandoval (Baena, 1579-Astorga, 31 de mayo de 1633) fue un pintor, tracista de retablos, sacerdote y poeta culterano español, nacido en Baena y formado como pintor en Córdoba con Pablo de Céspedes.

## Biografía y obra
Bautizado el 7 de noviembre de 1579 en la parroquia de San Bartolomé de Baena, como hijo legítimo de Francisco Peñalosa y Ana Fernández, el apellido Sandoval, que no utilizó en Córdoba, debió de tomarlo por razones de prestigio de un abuelo, Francisco Bravo de la Rosa y Sandoval, regidor perpetuo de Martos y Familiar del Santo Oficio. Formado con Pablo de Céspedes, prebendado de la catedral de Córdoba, erudito y pintor cercano a Francisco Pacheco, consta que a la muerte de su maestro, en 1608, permanecía en su casa y a su servicio. 

### Obras en Córdoba
Solo a partir de la muerte de Céspedes se encuentran obras firmadas y fechadas por él. La primera, de 1609, un San Francisco penitente pintado en Córdoba y enviado a las franciscanas descalzas de Salamanca. De 1610 es la Asunción de la Virgen, lienzo conservado en el Museo de Bellas Artes de Córdoba, procedente del Hospital de Expósitos, obra estrechamente dependiente de Pablo de Céspedes, tanto en el modelo de la Virgen, que imita de su maestro, como en la dureza del dibujo y los colores agrios, resultando una obra de rasgos enteramente manieristas, muy cercana tanto a lo conocido de su maestro como a Pacheco. Procedentes del Convento de los Santos Mártires, al que pertenecía una Última Cena fechada en 1613, copia también de Céspedes, se conservan en el mismo museo los lienzos de los dominicos Santo Tomás de Aquino y San Pedro Mártir, además de una Virgen del Rosario con San Acisclo y Santa Victoria, los santos patronos de Córdoba, en los que se aprecia un tratamiento del color más evolucionado, cercano ya a lo que hará en Astorga, como se observa también en la Santa Bárbara de la catedral de Córdoba, en la que se manifiesta además un nuevo interés por el marco arquitectónico.

### Obras en Astorga
Al ser nombrado obispo de Astorga en 1616 Alfonso Messía de Tovar, a quien llamaba su pariente, se trasladó a esta ciudad, donde alcanzó el grado de canónigo de su catedral y vicedeán poco antes de su muerte. En la catedral de Astorga trazó en estilo manierista y pintó los retablos de Santa Teresa, posiblemente con ocasión de su canonización en 1622, el de Nuestra Señora de la Majestad, dedicado a la más antigua talla de la catedral, y el de la Purísima, este con dos inscripciones fechadas en 1630, año de su conclusión, en las que se declara que los tres fueron encargados por el obispo y ejecutados por Peñalosa. Concebido el de la Purísima para albergar la talla de la Inmaculada de Gregorio Fernández y encargado su ensamblaje en 1627 a Francisco Ruiz, que debía seguir las trazas de Peñalosa, la pintura historiada se reduce a las dos pequeñas tablas situadas en los extremos del banco, donde conforme a los Evangelios apócrifos se representan los anuncios del ángel a Santa Ana y a San Joaquín, y el Abrazo de San Joaquín y Santa Ana ante la Puerta Dorada en lienzo ocupando el ático. Para el cuerpo central, a los lados de la imagen en talla, Peñalosa pintó cuatro paisajes sin figuras, en los que situó las alegorías marianas de las Letanías y el Cantar de los Cantares. 
En el retablo de la Vigen de la Majestad las pinturas de Santa Teresa y San Genadio son piezas destacadas, especialmente la última, por el realismo de su retrato, quizá lo más destacado de su producción. En el ático, la Imposición de la casulla a San Ildefonso, alusión a su patrón, el obispo Alfonso Messia, probablemente retratado en el santo, guarda todavía recuerdos del lienzo del mismo asunto pintado en Córdoba para la parroquia de San Andrés. Menor interés tiene la serie de santos que ocupa el retablo de Santa Teresa, de nula complejidad compositiva, donde únicamente destaca el maltratado lienzo del ático representando una visión de la santa de carácter aún manierista. 
De esta etapa se conservan en la catedral asturicense otros dos cuadros de gran tamaño, un Juicio Final, con la presencia de Dante, quizá la primera obra que hiciese en Astorga, guardado en el Museo Catedralicio, y el cuadro del Milagro, exvoto monumental que representa un milagro obrado por la Virgen de la Majestad, de composición y dibujo un tanto secos pero de alto valor documental por representarse en él una vista de la ciudad desde fuera de las murallas, con la catedral nueva a medio construir y la románica aún parcialmente conservada, junto a una galería de retratos de los participantes en la procesión, a la que asisten todos los estamentos ciudadanos, entre ellos el obispo Messia Tovar, fielmente retratado, y el propio pintor.
Como escritor, consta su participación en justas poéticas, siempre de carácter sagrado, en Córdoba, y dio a la imprenta la Relación de las fiestas que celebraron en la ciudad de Astorga el obispo y su cabildo, marqués y su ciudad, en el voto y solemnidad de la Purísima Concepción, 1626, fiestas y voto que dieron lugar al retablo de la Inmaculada ya citado.
Falleció en Astorga el 31 de mayo de 1633, tras dictaminársele fiebre habitual e hidropesía. Dos días antes había hecho testamento, dejando como heredero a su hermano Gaspar de Peñalosa y Sandoval, capitán de su majestad. En el inventario de los bienes que dejaba a su muerte, junto con solo tres pinturas religiosas (Ecce Homo, Santa Catalina y San Bernardo) se citaban un retrato del mismo difunto, otro del obispo, uno más del racionero de Córdoba, que pudiera ser Luis de Góngora o, quizá con mayor probabilidad, su maestro Pablo de Céspedes, y algunos otros retratos de personas indeterminadas, de hombre, de un sacerdote y de un monje, que indican una dedicación a este género de la que nada se ha conservado. También tenía tres paisajes pintados en láminas de cobre y un cuadro de Adán y Eva, no necesariamente pintados por él, y libros de figuras de arquitectura y pintura, uno de ellos de la planta de El Escorial, además de un considerable número de lienzos preparados y materiales de trabajo.